# Königreich Garo
Das Königreich Garo (auch unter dem Namen seines Königshauses Bosha bekannt) war ein Königreich der Sidama am Rand der Region Gibe in Äthiopien.
Garo besaß klar umrissene Grenzen: im Norden durch Janjero, im Osten durch den Omo-Fluss sowie im Süden durch den Gojeb, welcher das Königreich von Kaffa trennte. Da eine deutliche Begrenzung im Westen fehlte, hatten die Untertanen des Königreichs eine Reihe von Gräben und Toren errichtet, um sich vor Übergriffen durch die Oromo aus dem Königreich Jimma zu schützen.
Werner Lange erörtert die Möglichkeit, dass Garo ein untergeordneter Teil Ennareas gewesen sei-ebenso wie Ennarea ein Teil des Königreichs Damot war. Mit der Regierungszeit Yeshaq I. hatte sich Garo von Ennarea abgespalten und war ein von Äthiopien abhängiger Staat. Möglicherweise handelt es sich dabei um das in den Reisetagebüchern von Zorzi erwähnte „Bosge“. Im 16. Jahrhundert überzeugte der Kaiser Sarsa Denge den König das Christentum bereitwillig anzunehmen. Bis zum 17. Jahrhundert hatte Äthiopien jeglichen Kontakt zu diesem Staat verloren. Seine Geschichte in diesem Jahrhundert liegt größtenteils im Dunkeln. Es ist jedoch zu vermuten, dass durch die Migration der Oromo in die Region Gibe, das Bosha Königreich immer weiter eingeschnürt wurde bis schließlich, am Ende des Jahrhunderts, nur ein relativ kleines isoliertes Gebiet im Höhenwald des Bergs May Gudo übriggeblieben war.
Garo blieb unabhängig bis letztlich Abba Gomo aus Jimma die letzten isolierten Teile dieses Reiches eroberte. Als der abessinische Kaiser Haile Selassie Jimma annektierte, lebte ein Nachkomme von Dagoye, dem letzten König Garos, so gut wie verbannt in Jiren.